# Lonesome Luke's Lovely Rifle
Lonesome Luke's Lovely Rifle é um curta-metragem norte-americano de 1917, do gênero comédia, estrelado por Harold Lloyd.

## Elenco

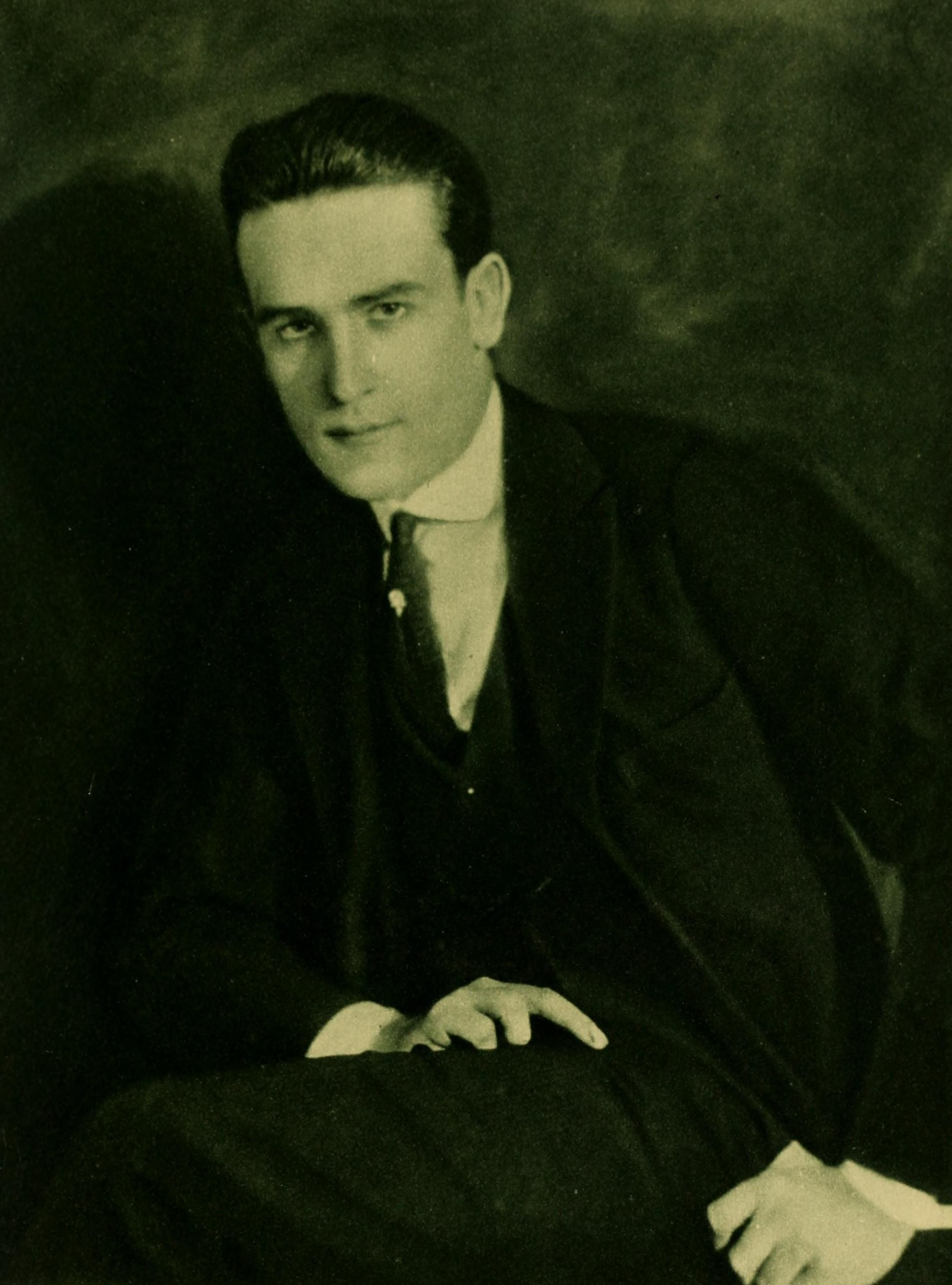
Harold Lloyd

- Harold Lloyd - Lonesome Luke
- Snub Pollard
- Bebe Daniels